# 马尔凯大区
马尔凯（義大利語：Marche，義大利語發音：[ˈmarke]）是意大利中部的一个大区，北界与艾米利亚-罗马涅大区相邻，西北为托斯卡纳大区，西邻翁布里亚大区，南邻阿布鲁佐大区和拉齐奥大区，而东面则有亚得里亚海。
大区的首府是安科纳。大区分成五个省：安科纳省、阿斯科利皮切诺省、费尔莫省、马切拉塔省及佩萨罗和乌尔比诺省。在2004年，马尔凯的第五个省，费尔莫省投票决定于2009年加入马尔凯。马尔凯的省分历史与其它意大利的省分历史不同，主要是因为大区的地形：区内除了有一些河谷和海岸的狭长地带之外，其余部分都是山区。在19世纪一条由博洛尼亚到布林迪西的铁路连接了整个马尔凯的海岸线，而在内陆，多山的环境令到直至今日，内陆由南到北的联系除了一些关隘上的崎岖山路之外，都很少接触。
在一个传统的「mezzadria」制度下，农地的农夫与地主会平均地各自收取一半收成，颇缺乏生产力的土地和难以栽种的地域也广泛被种植。安科纳的海港是区内唯一的良港，其它小港湾只供渔船队使用: 马尔凯大区供应一大批分遣队予意大利海军。

## 外部連結
- 马尔凯大区官方网站 （页面存档备份，存于）
- 马尔凯地图
- 马尔凯旅客 （页面存档备份，存于）
- 意大利旅游网:马尔凯
- 马尔凯食物与生活 （页面存档备份，存于）